# Václav Roubíček (Politiker)
Václav Roubíček (* 1. März 1944 in Mladá Boleslav, Mittelböhmen; † 14. Juli 2010 in Ostrava) war ein tschechischer Ingenieurwissenschaftler, Rektor der Technischen Universität Ostrava und Senator des tschechischen Parlaments.

## Leben
Václav Roubíček studierte nach seinem Abitur in Jičín von 1963 bis 1968 Chemieingenieurwesen in Prag. Er war von 1968 bis 1989 in der Forschung an der Metallurgischen Fakultät der Technischen Universität in Ostrava tätig. 1976 wurde er promoviert. 1989 wurde er zum Assistenzprofessor und nach seiner Habilitation 1990 zum Außerordentlichen Professor ernannt. 1990/91 war er Dekan der Fakultät für Metallurgie und Werkstofftechnik. 1992 erfolgte die Ernennung zum ordentlichen Universitätsprofessor für Brennstoff-Technologie an der TUO. Von 1991 bis 1997 war er stellvertretender Rektor der TU Ostrava mit den Aufgabengebieten Wissenschaft und Internationale Angelegenheiten. Von 1998 bis 2003 war er Rektor der Technischen Universität Ostrava. In seiner Amtszeit wurde die Montanuniversität neu strukturiert und die Fakultät für Sicherheitstechnik aufgebaut. Er war Mitglied des Präsidiums des Rates für Hochschulbildung (1991–1996) und Mitglied des Präsidiums des tschechischen Rektorenkonferenz (1997–2003) sowie Mitglied des Lenkungsausschusses der Europäischen Rektorenkonferenz (1997–2003).
Von 2. November 2002 bis 2. November 2008 war Roubíček parteiloses Mitglied des Senats des Parlaments der Tschechischen Republik für den Wahlkreis: Nr. 72 Ostrava-Stadt. Im Senat war er zunächst Vizepräsident für Bildung, Wissenschaft, Menschenrechte und Petitionen, ab 2003 Vizerektor für Außenbeziehungen. Seit 2007 Leiter der Ständigen Delegation des Parlaments der Tschechischen Republik bei der Europäischen Union für die Europäische Sicherheits- und Verteidigungspolitik. 2008 trat er der Občanská demokratická strana (ODS) bei.
Roubíček war verheiratet und hatte zwei Söhne. Er starb an den Folgen einer Krebserkrankung.

## Wirken
1999 war Václav Roubíček Präsident der ICEE (International Conference on Engineering Education) von 1999, aus der heraus 2000 die iNEER International Network for Engineering Education & Research gegründet wurde. Er war Vorstandsmitglied von iNEER von 2000 bis 2010 und 2002/03 Vorstandsvorsitzender der iNEER.
Von 2000 bis 2003 war er stellvertretender Vorsitzender der International Committee of International Pittsburgh Coal Conference. Von 2000 bis 2002 war er Präsident des Verbandes für Wiederaufbau und Entwicklung von Nordmähren und Schlesien und von 2003 bis 2010 Präsident der Vereinigung für die Entwicklung der Region. Insbesondere engagierte er sich für den Ausbau der Dálnice 47, der Autobahn zwischen Brünn und Ostrava.
1971 wurde er Mitglied der Tschechischen Gesellschaft für Koks (Česká koksárenská společnost). 1986 wurde er Mitglied der Tschechischen Chemischen Gesellschaft (Česká společnost chemická). Er wurde mit einer Ehrendoktorwürde geehrt.